# ホーショー
ホーショー(スウェーデン語 Hosjö [ˈhǔːɧœ])はスウェーデンのファールン地方郊外の地域で、市の最も東の部を形成している。その多くはアパートや住宅、スーパー、サッカー場、教会がある町。

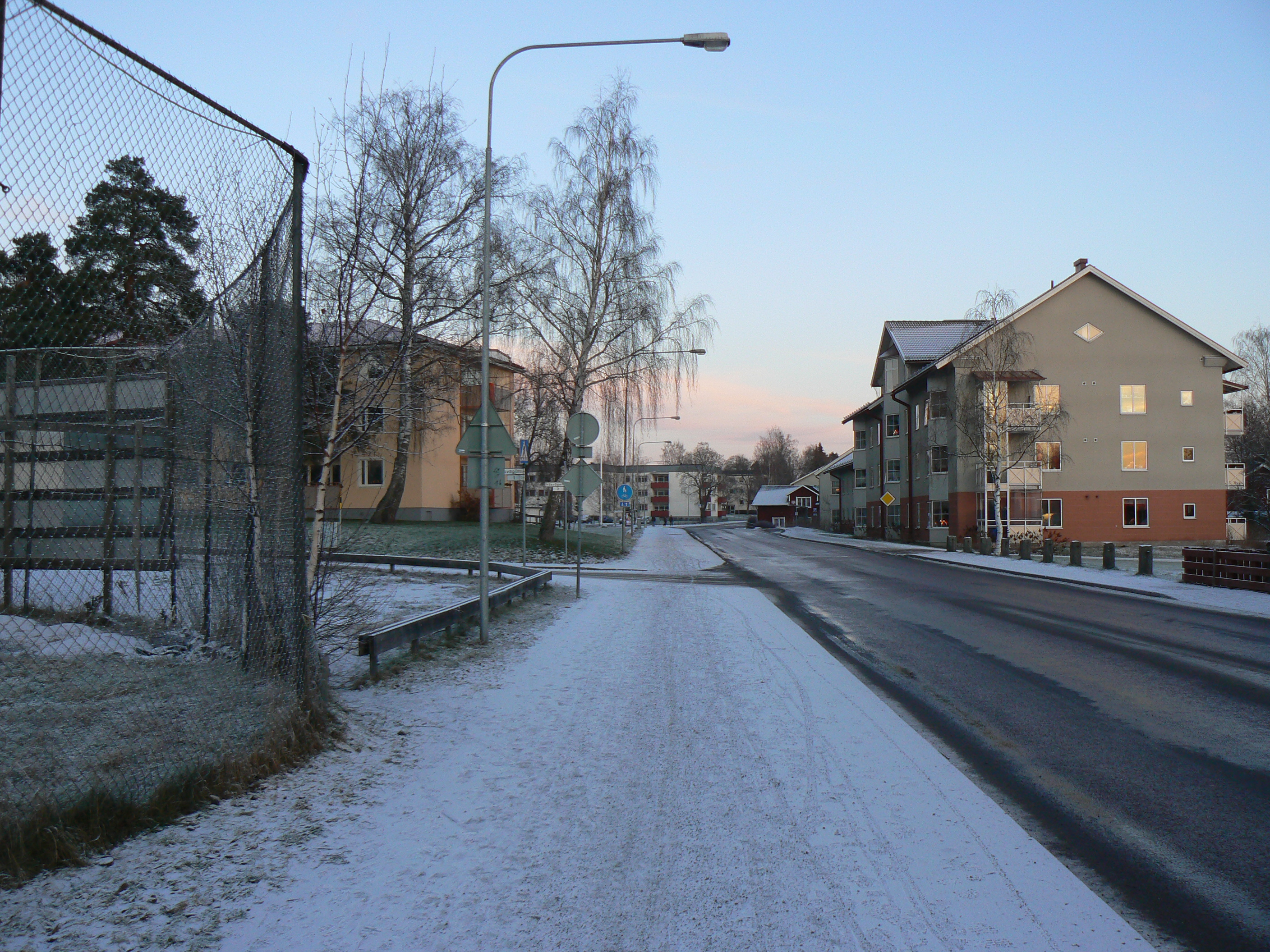
ホーショーの中央道

## 関連記事
- スウェーデン